# Metaxymecus gracilipes
Espèce
Synonymes
- Tylotropidius gracilipes Brancsik, 1895

Metaxymecus gracilipes est une espèce d'insectes orthoptères caelifères de la famille des Acrididae.

## Distribution
Cette espèce se rencontre en Afrique.